# Richard Mulligan
Richard Mulligan (New York, 13 novembre 1932 – Los Angeles, 26 settembre 2000) è stato un attore statunitense.

## Biografia
Si è sposato quattro volte: con Patricia Jones dal 1955 al 1960; con l'attrice Joan Hackett dal 1966 al 1973; con l'attrice Lenore Stevens dal 1978 al 1990 e con l'attrice pornografica Rachel Ryan dal 1992 al 1993. 
Dalla prima moglie, ha avuto un figlio, James.
Era il fratello del regista Robert Mulligan. È morto nel 2000, poco prima di compiere 68 anni, per un cancro al colon.

## Filmografia

### Cinema
- La dura legge (One Potato, Two Potato), regia di Larry Peerce (1964)
- Il gruppo (The Group), regia di Sidney Lumet (1966)
- I due invincibili (The Undefeated), regia di Andrew V. McLaglen (1969)
- Il piccolo grande uomo (Little Big Man), regia di Arthur Penn (1970)
- Il segreto della vecchia signora (From the Mixed-Up Files of Mrs. Basil E. Frankweiler), regia di Fielder Cook (1973)
- Il fantabus (The Big Bus), regia di James Frawley (1976)
- Scavenger Hunt, regia di Michael Schultz (1979)
- S.O.B., regia di Blake Edwards (1981)
- Sulle orme della Pantera Rosa (Trail of the Pink Panther), regia di Blake Edwards (1982)
- Micki e Maude (Micki + Maude), regia di Blake Edwards (1984)
- Prigione modello (Doin' Time), regia di George Mendeluk (1985)
- Passaggio per il paradiso (The Heavenly Kid), regia di Cary Medoway (1985)
- Un bel pasticcio! (A Fine Mess), regia di Blake Edwards (1986)
- Oliver & Company, regia di George Scribner (1988) - Voce

### Televisione
- The Nurses – serie TV, episodio 2x09 (1963)
- Un eroe da quattro soldi (The Hero) – serie TV, 16 episodi (1966-1967)
- Gunsmoke – serie TV, episodio 13x14 (1967)
- Strega per amore (I Dream of Jeannie) – serie TV, episodio 4x23 (1969)
- Bonanza – serie TV, episodi 12x27-13x07 (1971)
- La casa nella prateria (Little House on the Prairie) – serie TV, episodio 2x21 (1976)
- Charlie's Angels – serie TV, episodio 1x03 (1976)
- Bolle di sapone (Soap) - serie TV, 85 episodi (1977-1981)
- Ai confini della realtà (The Twilight Zone) – serie TV, episodi 1x30-2x10 (1985-1987)
- Autostop per il cielo (Highway to Heaven) – serie TV, episodio 3x13 (1986)
- Il fantastico mondo dei giocattoli (Babes in Toyland), regia di Clive Donner – film TV (1986)
- Il cane di papà (Empty Nest) - serie TV, 170 episodi (1988-1995)

## Riconoscimenti
- Primetime Emmy Awards
  - 1980 - Migliore attore protagonista in una serie commedia - Bolle di sapone (Soap)
  - 1989 - Migliore attore protagonista in una serie commedia - Il cane di papà (Empty Nest)

## Doppiatori italiani
Nelle versioni in italiano delle opere in cui ha recitato, Richard Mulligan è stato doppiato da:
- Rino Bolognesi in Love Boat, La casa nella prateria
- Sergio Graziani ne Il piccolo grande uomo
- Glauco Onorato in Charlie's Angels
- Gianni Marzocchi in S.O.B.
- Massimo Lopez in Un eroe da quattro soldi
- Elio Pandolfi ne Il fantastico mondo dei giocattoli
- Michele Kalamera ne Il cane di papà
- Carlo Sabatini in Cuori senza età (ep. 5x02 e 5x07)

Da doppiatore è sostituito da:
- Mario Bardella in Oliver & Company